# Pavel Karoch
Pavel Karoch (Checoslovaquia, 2 de noviembre de 1963) es un exfutbolista checoslovaco que se desempeñaba como defensa en su último club, que fue el Liga Deportiva Alajuelense de la Primera División de Costa Rica. Actualmente se desempeña como empresario y especialista deportivo para Česká televize de la República Checa.

## Vida personal
Se graduó en la Academia de las Artes, Arquitectura y Diseño de Praga. Su esposa es la actriz y presentadora checa Gabriel Filippi, con la que tiene dos hijos llamados Sophia y Gabriel. Él y su esposa fundaron una editorial dedicada a los cuentos de hadas, que prepara y organiza programas para niños, y además fue autor y director de un guion de cine científico en temática de fútbol, Football School: Cómo convertirse en un gran jugador.[cita requerida]

## Clubes
| Club                          | País            | Año         |
| ----------------------------- | --------------- | ----------- |
| Fotbalový Klub Dukla Praga    | República Checa | 1982        |
| Fotbalový klub Mladá Boleslav | República Checa | 1982 - 1983 |
| VTJ Tabor                     | República Checa | 1983 - 1984 |
| Fotbalový Klub Dukla Praga    | República Checa | 1984 - 1986 |
| Klub Dynamo České             | República Checa | 1986 - 1987 |
| Fotbalový Klub Dukla Praga    | República Checa | 1987 - 1991 |
| Liga Deportiva Alajuelense    | Costa Rica      | 1991 - 1992 |